# Чутівка
Чу́тівка — село в Україні, у Оржицькій селищній громаді Лубенського району Полтавської області. Населення становило 1118 осіб у 2001 році. До 2020 орган місцевого самоврядування — Чутівська сільська рада.

## Географія
Село Чутівка знаходиться на правому березі річки Сула в місці впадання в неї річки Ржавець, вище за течією на відстані 3 км розташоване село Тарасівка, нижче за течією на відстані 4 км розташоване село Мохнач, на протилежному березі — села Кукоби та Гаївка, вище за течією річки Ржавець на відстані 1,5 км розташоване село Новий Іржавець. Річка в цьому місці звивиста, утворює лимани, стариці і заболочені озера.

## Історія
- За 1 км на південь від села, на краю прав. бер. р. Сула, городище. Округлий (60х50м) майданчик поселення обнесений кільцевим валом (вис. до 3м) і ровом (шир. 20м). культ.сл. (0.7м) містить відкладення давньоруського (кінець XI—XIII ст.) часу. На З і П-З від городища на площі близько 6 га розташоване синхронне селище. // А. В. Куза. Давньоруські городища X—XIII ст. Звід археологічних пам'яток. (Москва, 117192, Мічурінський пр-т, 1, «Християнське видавництво», 1996).
- 1711 — дата заснування.
- 12 червня 2020 року, відповідно до розпорядження Кабінету Міністрів України № 721-р «Про визначення адміністративних центрів та затвердження територій територіальних громад Полтавської області», село увійшло до складу Оржицької селищної громади[2].
- 19 липня 2020 року, в результаті адміністративно - територіальної реформи та ліквідації  Оржицького району, село увійшло до складу новоутвореного Полтавського району[3].

## Політика

### Парламентські вибори, 2019
На позачергових парламентських виборах 2019 року у селі функціонувала окрема виборча дільниця № 530685, розташована у приміщенні будинку культури.
Результати
- зареєстровано 725 виборців, явка 59,72%, найбільше голосів віддано за «Слугу народу» — 43,49%, за Всеукраїнське об'єднання «Батьківщина» — 22,09%, за Радикальну партію Олега Ляшка — 11,40%.[4] В одномандатному окрузі найбільше голосів отримав Олексій Баганець (Всеукраїнське об'єднання «Батьківщина») — 23,78%, за Анастасію Ляшенко (Слуга народу) — 23,31%, за Костянтина Іщейкіна (самовисування) — 13,29%[5].

## Економіка
- Молочно-товарна і птахо-товарна ферми.
- «Україна», сільськогосподарське ТОВ.

## Об'єкти соціальної сфери
- Чутівська ЗОШ I-III ступенів Оржицького району.
- Будинок культури.
- ДНЗ "Дзвіночок"

## Пам'ятки
- Слов'янське городище[d] (IV—III тис. до н. е., VI—IV ст. до н. е., XI—XIII, XVII—XVIII ст. Доба енеоліту — бронзового віку, скіфський час, доба Київської Русі, пізнє українське середньовіччя);
- Пам'ятний знак полеглим воїнам-односельчанам[d];

## Відомі люди

### Народились
- Малущенко Митрофан Єгорович (1912–1985) — український радянський військовий і компартійний діяч. Герой Радянського Союзу (29.06.1945). Кандидат історичних наук (1950). Кандидат у члени ЦК КПУ в 1952—1954 роках. Член Ревізійної Комісії КПУ в 1954—1956 роках.